# Clinocera setitibia
Clinocera setitibia är en tvåvingeart som beskrevs av Sinclair 2008. Clinocera setitibia ingår i släktet Clinocera och familjen dansflugor. Inga underarter finns listade i Catalogue of Life.